# Alexander Comstock Kirk
Alexander Comstock Kirk, född 26 november 1888, död 23 mars 1979, var en amerikansk diplomat.
Alexander Comstock Kirk blev ambassadråd i Moskva 1938, ambassadråd och senare chargé d'affaires i Berlin 1939, var minister i Egypten 1941–1944, var ambassadör hos grekiska exilregeringen 1943–1944 och ambassadör i Rom 1944–1946.